# Mount Gay Distilleries
La Mount Gay Distilleries LTD è un'azienda produttrice di rum di Barbados.

## Storia
Le prime tracce della nascita delle distillerie Mount Gay risalgono al 1703, data che colloca l'azienda come la più antica produttrice di rum documentata. La distilleria è localizzata a Brandons nella parrocchia di Saint Michael.

## Prodotti
- Old cask selection: rum blended con invecchiamento sino a 30 anni
- Extra old: rum prodotto da melassa di canna da zucchero ed invecchiato dai 7 ai 15 anni. Si presenta di colore bruno-ambrato con gradazione alcolica del 43%.
- Eclipse: rum premium superior nato nel 1910. Viene prodotto da melassa di canna ed invecchiato dai 2 ai 3 anni in barili di quercia precedentemente contenenti whisky di tipo Kentucky. Ha colore dorato chiaro e luminoso con gradazione alcolica del 40%.
- Eclipse silver: rum bianco nato nel 1910 nella stessa occasione dell'Eclipse, è principalmente adatto per miscelazione in cocktail.